# Billy J. Kramer with The Dakotas

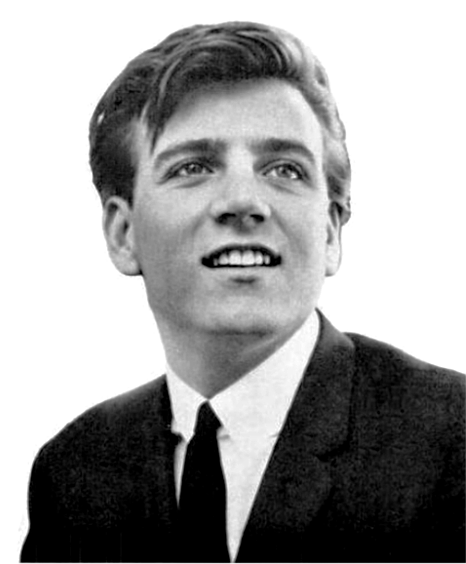
Billy J. Kramer, 1965

Billy J. Kramer with The Dakotas was een Britse popgroep, opgericht in 1963. De zanger kwam uit de buurt van Liverpool, de groep uit Manchester. In de jaren 1963 en 1964 was de groep heel populair; daarna nam het succes af. In 1967 gingen Kramer en The Dakotas hun eigen weg.
De groep nam verschillende covers van Beatles-nummers op. Van hun drie grootste hits, Do You Want to Know a Secret, Bad to Me en Little Children, waren er twee geschreven door Lennon en McCartney.

## Samenstelling
Toen de groep begon was de samenstelling:
- Billy J. Kramer (echte naam William Howard Ashton, geboren op 19 augustus 1943 in Bootle bij Liverpool), zang
- Mike Maxfield, sologitaar
- Robin MacDonald, slaggitaar
- Ray Jones, basgitaar
- Tony Mansfield, drums

Ray Jones verliet de groep in 1964 en werd vervangen door Mick Green (die eerder had gespeeld bij de Engelse rock-'n-rollgroep Johnny Kidd and the Pirates). Mike Maxfield en Mick Green speelden nu om en om sologitaar en slaggitaar, terwijl Robin MacDonald overstapte op basgitaar.
Frank Farley (ook al van Johnny Kidd and the Pirates) verving in 1966 Tony Mansfield als drummer.
Ray Jones is in 2000 overleden, Mick Green in 2010 en Robin MacDonald in 2015.

## Carrière

### Het begin
William Ashton was de jongste van zeven kinderen. Hij volgde een opleiding tot machinist bij British Railways en speelde in zijn vrije tijd slaggitaar in een amateurbandje. Na korte tijd begon hij daarnaast te zingen. Als artiestennaam koos hij Billy J. Kramer. De achternaam haalde hij willekeurig uit een telefoonboek, de ‘J.’ voegde hij later toe op aanraden van John Lennon; dat klonk professioneler. Hij trad op als zanger met een begeleidingsgroep die zich The Coasters noemde, toen hij kennis maakte met Brian Epstein. Sinds zijn gitaar gestolen was, zong Kramer alleen nog. Begin 1963 vroeg Epstein of Kramer beroepszanger wilde worden. The Coasters wilden de amateurstatus niet opgeven, dus Epstein ging op zoek naar een professionele begeleidingsband.
Die band werd The Dakotas uit Manchester. De groep was in 1960 opgericht en speelde daar in clubs en ballrooms. De naam is afgeleid van het Indianenvolk Dakota. Aan het begin van hun carrière moesten ze een keer optreden verkleed als Indianen. Toen Brian Epstein hen vroeg om naar Liverpool te komen, waren ze de vaste begeleidingsgroep van de zanger Pete Maclaine. The Dakotas gingen akkoord, mits ze ook zelf platen mochten maken, los van Billy J. Kramer. Zo sloot Epstein twee afzonderlijke platencontracten af met Parlophone. Om duidelijk te maken dat het hier om een samenwerkingsverband tussen een zanger en een groep ging, werden ze samen Billy J. Kramer with The Dakotas genoemd De pers en het publiek hadden het toch vaak over Billy J. Kramer and The Dakotas of Billy J. Kramer & The Dakotas.
De groep was, na The Beatles en Gerry & the Pacemakers, de derde groep die Brian Epstein als manager onder zijn hoede nam.

### De gloriedagen
Het met de groep bevriende duo Lennon en McCartney gaf toestemming om het nummer Do You Want to Know a Secret op te nemen, dat op het Beatles-debuutalbum Please Please Me stond. De versie van Billy J. Kramer with The Dakotas bracht het in mei 1963 tot de tweede plaats in de UK Singles Chart.
Lennon en McCartney schreven ook de tweede en de derde single van de groep. Bad to Me en I'll Keep You Satisfied zijn zelfs allebei nummers die The Beatles nooit zelf hebben opgenomen. Bad to Me haalde in augustus 1963 de eerste plaats in de UK Singles Chart; I'll Keep You Satisfied bracht het in november 1963 tot de vierde plaats.
Lennon en McCartney waren gewillig genoeg, maar Billy J. Kramer with The Dakotas kozen als volgende single toch een nummer geschreven door anderen. Ze waren bang dat ze anders eeuwig in de schaduw van The Beatles zouden blijven staan. Little Children, van de Amerikaanse liedjesschrijvers J. Leslie McFarland en Mort Shuman, werd de grootste hit van de groep. In maart 1964 bereikte het nummer de eerste plaats in de UK Singles Chart. Met dit ietwat ondeugende liedje over kleine kinderen die hinderlijk aanwezig zijn als de ik-figuur alleen wil zijn met zijn vriendinnetje, brak de groep ook door in de Verenigde Staten, waar het nummer de zevende plaats bereikte in de Billboard Hot 100. In de VS was Bad to Me de achterkant; dat nummer bereikte de negende plaats.
De volgende single, From a Window, was alweer een nummer van Lennon en McCartney dat nooit is opgenomen door The Beatles. In augustus 1964 bereikte het de tiende plaats in de Britse hitparade.
Dit matige succes luidde een periode van neergang in. De volgende plaat, It’s Gotta Last Forever, deed niets. De opvolger, Trains and Boats and Planes, een nummer van Burt Bacharach, dat in mei 1965 uitkwam, moest concurreren met de versie van de maestro zelf. Bacharach won de competitie met een vierde plaats in de Britse hitparade. Kramer en de Dakotas haalden toch nog een eervolle twaalfde plaats.
Het was hun laatste succes. Volgende platen haalden de hitparade niet meer. In 1967 besloten Billy J. Kramer en de Dakotas hun eigen weg te gaan.
Conform de afspraken met Epstein mochten The Dakotas zelf ook platen uitbrengen. In deze periode brachten ze drie singles met instrumentale nummers uit. Daarvan werd The Cruel Sea in 1963 in Groot-Brittannië met een 18e plaats een klein hitje. Het nummer verscheen het volgende jaar verrassend op een lp van Billy J. Kramer with The Dakotas die bestemd was voor de Amerikaanse markt, nu onder de titel The Cruel Surf. Onder die titel namen The Ventures het nummer in hun repertoire op. Het staat op hun lp Live In Japan ’65.
In Nederland waren maar twee nummers van Billy J. Kramer bescheiden hitjes: Bad to Me en Little Children.

### Na de breuk
Billy J. Kramer trad na de breuk korte tijd op met The Remo Four, die zich voor de gelegenheid ‘The New Dakotas’ noemde. Hij maakte nog een paar weinig succesvolle singletjes en beperkte zich daarna tot optredens in het clubcircuit en af en toe voor de televisie, met een nieuwe groep. In de jaren tachtig vestigde hij zich in de Verenigde Staten.
Hij treedt nog steeds op en maakt af en toe een plaat. In 2005 werkte hij bijvoorbeeld mee aan een album met kinderliedjes van de kinderboekenschrijfster Sandra Boynton, die een speciale band met hem heeft: Little Children was in 1964 de eerste plaat die ze als 11-jarige kocht.
The Dakotas bestaan nog steeds, maar hebben in de loop der jaren vele personele wisselingen ondergaan. Momenteel is geen van de oorspronkelijke leden nog bij de groep betrokken. De groep treedt meestal op in het nostalgiecircuit en begeleidt dan artiesten als Peter Noone (vroeger van Herman's Hermits), Wayne Fontana (vroeger van Wayne Fontana & The Mindbenders) en (tot zijn overlijden in mei 2011) John Walker (vroeger van The Walker Brothers).

## Discografie tot 1967

### Singles van Billy J. Kramer with The Dakotas
| Uitgebracht   | Voorkant/ Achterkant                               | Hoogste notering Groot-Brittannië | Hoogste notering Verenigde Staten | Hoogste notering Nederland |
| ------------- | -------------------------------------------------- | --------------------------------- | --------------------------------- | -------------------------- |
| april 1963    | Do You Want to Know a Secret/ I'll Be on My Way    | 2                                 | –                                 | –                          |
| juli 1963     | Bad to Me/ I Call Your Name                        | 1                                 | 9                                 | 26                         |
| november 1963 | I'll Keep You Satisfied/ I Know                    | 4                                 | 30                                | –                          |
| februari 1964 | Little Children/ They Remind Me of You             | 1                                 | 7                                 | 42                         |
| juli 1964     | From a Window/ Second to None                      | 10                                | 23                                | –                          |
| januari 1965  | It’s Gotta Last Forever/ Don’t You Do It No More   | –                                 | –                                 | –                          |
| mei 1965      | Trains and Boats and Planes/ That’s the Way I Feel | 12                                | –                                 | –                          |
| november 1965 | Neon City/ I’ll Be Doggone                         | –                                 | –                                 | –                          |
| februari 1965 | We’re Doing Fine/ Forgive Me                       | –                                 | –                                 | –                          |
| augustus 1966 | You Make Me Feel Like Someone/ Take My Hand        | –                                 | –                                 | –                          |

### Singles van The Dakotas
| Uitgebracht    | Voorkant/ Achterkant           | Hoogste notering Groot-Brittannië | Hoogste notering Verenigde Staten | Hoogste notering Nederland |
| -------------- | ------------------------------ | --------------------------------- | --------------------------------- | -------------------------- |
| juli 1963      | The Cruel Sea/ The Millionaire | 18                                | –                                 | –                          |
| september 1963 | Magic Carpet/ Humdinger        | –                                 | –                                 | –                          |
| november 1964  | Oyeh/ My Girl Josephine        | –                                 | –                                 | –                          |

### Ep's van Billy J. Kramer with The Dakotas
| Uitgebracht    | Naam                      | Nummers voor-/ achterkant                                                       |
| -------------- | ------------------------- | ------------------------------------------------------------------------------- |
| september 1963 | The Billy J. Kramer Hits  | Do You Want to Know a Secret / I'll Be on My Way / Bad to Me / I Call Your Name |
| december 1963  | I'll Keep You Satisfied   | I'll Keep You Satisfied / I Know / Dance with Me / It’s up to You               |
| mei 1964       | Little Children           | Little Children / They Remind Me of You / Beautiful Dreamer / I Call Your Name  |
| november 1964  | From a Window             | From a Window / Second to None / Dance with Me / Twelfth of Never               |
| februari 1965  | Billy J. Plays the States | Sugar Babe / Twilight Time / Tennessee Waltz / Irresistible You                 |

### Ep's van The Dakotas
| Uitgebracht  | Naam             | Nummers voor-/ achterkant                                  |
| ------------ | ---------------- | ---------------------------------------------------------- |
| oktober 1963 | Meet The Dakotas | The Cruel Sea / Magic Carpet / The Millionaire / Humdinger |

### Lp's van Billy J. Kramer with The Dakotas
De nummers gemarkeerd met een asterisk (*) zijn van The Dakotas, zonder Billy J. Kramer, de nummers gemarkeerd met twee asterisken (**) zijn van Billy J. Kramer, zonder The Dakotas, en dateren van na 1966.
| Uitgebracht | Naam                                         | Nummers | Hoogste notering Groot-Brittannië | Hoogste notering Verenigde Staten |
| ----------- | -------------------------------------------- | --- | --------------------------------- | --------------------------------- |
| 1963        | Listen                                       | Dance With Me / Pride / I Know / Yes / The Twelfth of Never / Sugar Babe / Da Doo Ron Ron / It’s up to You / Great Balls of Fire / Tell Me Girl / Anything That’s Part of You / Beautiful Dreamer / Still Waters Run Deep / I Call Your Name | 11                                | –                                 |
| 1964        | Little Children                              | Little Children / Da Doo Ron Ron / Dance with Me / Pride / I Know / They Remind Me of You / Do You Want to Know a Secret / Bad to Me / I'll Keep You Satisfied / Great Balls of Fire / It’s up to You / Tell Me Girl | –                                 | –                                 |
| 1964        | I'll Keep You Satisfied                      | I'll Keep You Satisfied / I Call Your Name / Beautiful Dreamer / The Twelfth of Never / Sugar Babe / I'll Be on My Way / From a Window / Second to None / Anything That's Part of You / Still Waters Run Deep / Yes / The Cruel Surf* | –                                 | –                                 |
| 1964        | Billy Boy                                    | Little Children / They Remind Me of You / Beautiful Dreamer / I Call Your Name / From a Window / Second to None / Trains and Boats and Planes / Dance with Me / The Twelfth of Never / It’s Gotta Last Forever / Don’t You Do It No More / That’s the Way I Feel | –                                 | –                                 |
| 1964        | Trains and Boats and Planes                  | Trains and Boats and Planes / Mad Mad World / Twilight Time / Under the Boardwalk / When you walk in the room / Sneakin’ Around / To Take Her Place / When You Ask about Love / Don’t You Do It No More / I Live to Love You / Tennessee Waltz / Irresistible You | –                                 | –                                 |
| 1979        | The Best of Billy J. Kramer with The Dakotas | I'll Keep You Satisfied / Do You Want to Know a Secret / We’re Doing Fine / I Call Your Name / From a Window / The Cruel Sea* / Bad to Me / It’s up to You / Little Children / Trains and Boats and Planes | –                                 | –                                 |
| 1979        | The Best of Billy J. Kramer with The Dakotas | I'll Keep You Satisfied / Do You Want to Know a Secret / We’re Doing Fine / I Call Your Name / From a Window / Second to None / Beautiful Dreamer / The Cruel Sea* / Magic Carpet* / I'll Be on My Way / Bad to Me / It’s up to You / Little Children / Take My Hand / Trains and Boats and Planes / Still Waters Run Deep / Tell Me Girl / I Know / Dance with Me / Sugar Babe              | –                                 | –                                 |
| 1984        | The Best of Billy J. Kramer & The Dakotas    | Do You Want to Know a Secret / Bad to Me / I Call Your Name / Little Children / It’s up to You / Ships That Pass in the Night** / San Diego** / Take My Hand / Sneakin’ Around / I'll Keep You Satisfied / When You Walk in the Room / I'll Be on My Way / Trains and Boats and Planes / Blueberry Hill** / From a Window / It’s a Mad Mad World / Sugar Babe / You Can’t Live on Memories** | –                                 | –                                 |

### Verzamel-cd's (selectie)
De nummers gemarkeerd met een asterisk (*) zijn van The Dakotas, zonder Billy J. Kramer, de nummers gemarkeerd met twee asterisken (**) zijn van Billy J. Kramer, zonder The Dakotas, en dateren van na 1966.
| Uitgebracht | 'Naam                                                                 | Nummers |
| ----------- | --------------------------------------------------------------------- | --- |
| 1991        | The Best of Billy J. Kramer & The Dakotas – The Definitive Collection | Do You Want to Know a Secret / I'll Be on My Way / Bad to Me / I Call Your Name / Pride / I Know / Tell Me Girl / I'll Keep You Satisfied / I’m in Love / Little Children / They Remind Me of You / From a Window / Second to None / It’s a Mad, Mad World / It’s Gotta Last Forever / Don’t You Do It No More / When You Ask about Love / Trains and Boats and Planes / That’s the Way I Feel / That Ain’t Good for Me / Neon City / I’ll Be Doggone / We’re Doing Fine / Take My Hand / You Make Me Feel Like Someone |
| 1998        | Billy J. Kramer with The Dakotas at Abbey Road 1963-1966              | Do You Want to Know a Secret / I'll Be on My Way / Bad to Me / I Call Your Name / Dance with Me / Sugar Babe / I Know / I'll Keep You Satisfied / Little Children / They Remind Me of You / Second to None / From a Window / Every Time You Walk in the Room / It's a Mad, Mad World / To Take Her Place / Under the Boardwalk / It’s Gotta Last Forever / Sneakin’ Around / Trains and Boats and Planes / I Live to Love You / Neon City / That Ain’t Good for Me / I’ll Be Doggone / Down in the Boondocks / We’re Doing Fine / Forgive Me / Listen / Take My Hand |
| 2000        | The EP Collection                                                     | I Call Your Name / Bad to Me / Do You Want to Know a Secret / I'll Be on My Way / I'll Keep You Satisfied / Dance with Me / It’s up to You / I Know / Little Children / They Remind Me of You / Beautiful Dreamer / From a Window / Second to None / Twelfth of Never / Trains and Boats and Planes / Take My Hand / We’re Doing Fine / The Cruel Sea* / The Millionaire* / Magic Carpet* / Humdinger* / Sugar Babe / Twilight Time / Tennessee Waltz / Irresistible You |
| 2005        | The Very Best of Billy J. Kramer                                      | I'll Keep You Satisfied / Do You Want to Know a Secret / I Call Your Name / Sneakin’ Around / Second to None / Bad to Me / The Cruel Sea* / Magic Carpet* / Oyeh* / I'll Be on My Way / Sugar Babe / It's up to You / Little Children / From a Window / It's a Mad, Mad World / Neon City / Trains and Boats and Planes / It's Gotta Last Forever / That's the Way I Feel / I’ll Be Doggone / We’re Doing Fine / Forgive Me / The Millionaire* / Humdinger* / My Girl Josephine* / Take My Hand / San Diego** / Ships That Pass in the Night** / You Can’t Live on Memories** |
| 2009        | Do You Want to Know a Secret?: The EMI Years 1963-1983                | Do You Want to Know a Secret / I'll Be on My Way / I Call Your Name / Bad to Me / The Twelfth of Never / Dance With Me / Pride / Sugar Babe / Da Doo Ron Ron / It’s up to You / I Know / Still Waters Run Deep / Yes / Beautiful Dreamer / Great Balls of Fire / Anything That’s Part of You / Tell Me Girl / I’m in Love / I'll Keep You Satisfied / Little Children / They Remind Me of You / Second to None / From a Window / Tennessee Waltz / Every Time You Walk in the Room / It’s a Mad, Mad World / Twilight Time / To Take Her Place / Under the Boardwalk / It’s Gotta Last Forever / Don’t You Do It No More / Sugar Babe / Twilight Time / Tennessee Waltz / Irresistible You / Sneakin’ Around / When You Ask About Love / Looking Around / Bet No One Ever Hurt This Bad / That’s the Way I Feel / Trains and Boats and Planes / I Live to Love You / Neon City / That Ain’t Good for Me / I’ll Be Doggone / Upstairs / Down in the Boondocks / We’re Doing Fine / Forgive Me / Listen / I’ll Take Charge / Take My Hand / You Make Me Feel Like Someone / Going Going Gone / Kinky Chinese Girl / Sorry / Cruel Sea* / The Millionaire* / Magic Carpet* / Humdinger* / Oyeh* / My Girl Josephine* / Dance With Me / Pride / I Know / Yes / The Twelfth of Never / Sugar Babe / Da Doo Ron Ron / It’s up to You / Great Balls of Fire / Tell Me Girl / Anything That's Part of You / Beautiful Dreamer / Still Waters Run Deep / I Call Your Name / Long Beach Intro (Live) / I'll Keep You Satisfied (Live) / Pride (Live) / Bad to Me (Live) / Sugar Babe (Live) / Twilight Time (Live) / I Call Your Name (Live) / Little Children (Live) / Tennessee Waltz (Live) / When You Walk In The Room / Irresistible You / From a Window / I'll Keep You Satisfied / Tennessee Waltz / It’s a Mad, Mad World / Twilight Time / To Take Her Place / Under the Boardwalk / It’s Gotta Last Forever / Sneakin’ Around / When You Ask about Love / That’s the Way I Feel / Trains and Boats and Planes / I Live to Love You / Neon City / That Ain’t Good for Me / I’ll Be Doggone / Upstairs / Down in the Boondocks / Forgive Me / You Make Me Feel Like Someone / Kinky Chinese Girl / On the Rebound* / I Count the Tears* / Ludwig* / Taboo* / My Girl Josephine* / Peter Gunn* / Magic Carpet* / Oyeh* / San Diego** / Warm Summer Rain** / Ships That Pass in the Night** / Is There Any More at Home Like You** / Blueberry Hill** / Stood Up** / You Can’t Live on Memories** |

### NPO Radio 2 Top 2000
| Nummers met noteringen in de NPO Radio 2 Top 2000 | '99  | '00  | '01-'02 | '03  |
| ------------------------------------------------- | ---- | ---- | ------- | ---- |
| Bad to Me                                         | 1937 | -    | -       | -    |
| Little Children                                   | -    | 1564 | -       | 1561 |

1. ↑  Een '-' betekent dat het nummer niet was genoteerd en een vetgedrukt getal geeft de hoogste notering van een nummer aan.
2. ↑  Deze tabel is bijgewerkt tot en met de laatste editie (2024).